# Calcivertella
Calcivertella es un género de foraminífero bentónico de la subfamilia Calcivertellinae, de la familia Cornuspiridae, de la superfamilia Cornuspiroidea, del suborden Miliolina y del orden Miliolida. Su especie tipo es Calcivertella adherens. Su rango cronoestratigráfico abarca el Stephaniense (Carbonífero superior).

## Discusión
Clasificaciones más recientes incluyen Calcivertella en la familia Calcivertellidae de la superfamilia Nubecularioidea.

## Clasificación
Calcivertella incluye a las siguientes especies:
- Calcivertella adherens †
- Calcivertella palata †